# MIT OpenCourseWare
MIT OpenCourseWare (MIT OCW) ist eine Initiative des Massachusetts Institute of Technology (MIT), die das Ziel verfolgt, die Lehrmaterialien der Universität kostenlos und frei online verfügbar zu machen. Das Projekt wurde im Oktober 2002 gestartet.
Über 2.200 Kurse sind online abrufbar. Die meisten enthalten neben Hausaufgaben und Klausuren (oft mit Lösungen) das Vorlesungsskript. Manche Kurse verfügen auch über interaktive Applets oder Videomitschnitte. Besonders bekannte Beispiele sind die Vorlesungen von Walter Lewin oder Gilbert Strang.
Über 200 Hochschulen haben nach dem Vorbild des MIT ihre Kurse veröffentlicht und sich im OpenCourseWare Consortium zusammengeschlossen.